# Dror Stryj
Dror Stryj (hebr. ‏החברה היהודית להתעמלות וספורט דרור שטריי‎) – żydowski klub piłkarski z siedzibą w mieście Stryj (obecnie na Ukrainie), działający w latach 1925–1938.

## Historia
Chronologia nazw:
- 1925: Ż.T.G.S. [Żydowskie Towarzystwo Gimnastyczno-Sportowe] Dror Stryj
- 6.04.1938: klub rozwiązano

Żydowskie Towarzystwo Gimnastyczno-Sportowe Dror (pol. Wolność) zostało założone w Stryju na początku 1925 roku, a jego statut został zarejestrowany w dniu 19 maja 1925 roku. Już od 5 marca 1926 miał status członka nadzwyczajnego Lwowskiego O.Z.P.N. i jeszcze w tym roku wziął udział w rozgrywkach Klasy C podokręgu Lwowskiego OZPN. Zamieszanie związane z powstaniem Ligi całkowicie zakłóciło rozgrywki w 1927 roku i klub rozgrywał tylko mecze towarzyskie w większości tylko z innymi klubami stryjskimi. W 1928 roku Dror razem z innymi klubami ze Stryja - Stryjanka, T.U.R i Pogoń III utworzyły wspólną grupę (Stryj) w rozgrywkach Klasy C, prowadzonych od tego roku przez Wojewódzki Podokręg w Stanisławowie. W grupie drużyna była pierwsza i awansowała do Klasy B. W 1929 roku zespół debiutował w grupie Stanisławów, jednak nie zdołał się utrzymać w Klasie B. W 1930 zespół wygrał swoją grupę w Klasie C i awansował do barażów o promocję do Klasy B. Przeciwnikami w grach finałowych były drużyny P.K.S. Bystrzyca z Nadwórnej i Ż.K.S. Admira Stanisławów. Stryjanie okazali się najlepsi i zdobyli awans do Klasy B. W 1930 zespół ponownie zagrał w Klasie B, plasując się w środku tabeli podokręgu Stryj - Borysław - Sambor. W 1932 zespół startował w nowoutworzonym podokręgu Podkarpackim Klasy B Lwowskiego OZPN. W 1933 zajął 6.miejsce w tabeli końcowej podokręgu. W sezonie 1934 spadł na 7.pozycję w Klasie A LOZPN podokręgu Podkarpackiego.
Z początkiem 1935 roku towarzystwo zaprzestało wszelkiej działalności statutowej. Wielu zawodników klubu przeniosły się w szeregi lokalnego rywala Hakoachu. Ale dopiero 6 kwietnia 1938 roku do Urzędu Wojewódzkiego w Stanisławowie został zarejestrowany wniosek o likwidację Ż.T.G. Dror w Stryju - albowiem od trzech lat nie przejawia żadnej działalności sportowej.

## Sukcesy

### Trofea międzynarodowe
Nie uczestniczył w rozgrywkach europejskich (stan na 31-05-2024).

### Trofea krajowe
| \| \| Zdobyte trofea w rozgrywkach Polski (stan na: 31-05-2024) \| |                                                           |      |          |
| Rozgrywki                                                          | Osiągnięcie                                               | Razy | Sezon(y) |
| Mistrzostwo                                                        | I miejsce                                                 | 0    |          |
| Mistrzostwo                                                        | II miejsce                                                | 0    |          |
| Mistrzostwo                                                        | III miejsce                                               | 0    |          |
| Puchar                                                             | zdobywca                                                  | 0    |          |
| Puchar                                                             | finalista                                                 | 0    |          |
| II liga                                                            | I miejsce                                                 | 0    |          |
| II liga                                                            | II miejsce                                                | 0    |          |
| II liga                                                            | III miejsce                                               | 0    |          |
| Polska                                                             | Zdobyte trofea w rozgrywkach Polski (stan na: 31-05-2024) |      |          |

- Klasa C LOZPN, podokręg Stanisławów
  - mistrz (2): 1928, 1930

## Poszczególne sezony

### Rozgrywki międzynarodowe

#### Europejskie puchary
Klub nie uczestniczył w rozgrywkach europejskich.

### Rozgrywki krajowe
| \| Polska \| Bilans występów klubu w rozgrywkach piłkarskich Polski (Stan na 31 maja 2024 r.) \| \| |                                                                                  |        |       |   |   |   |    |    |     |                 |        |        |      |
| Poziom                                                                                              | Rozgrywki                                                                        | Sezony | Mecze | Z | R | P | B+ | B– | Pkt | Lata            | Awanse | Spadki | Naj. |
| I                                                                                                   | Liga                                                                             | 0      |       |   |   |   |    |    |     |                 |        |        |      |
| II                                                                                                  | Klasa A / Liga Okręgowa                                                          | 0      |       |   |   |   |    |    |     |                 |        |        |      |
| III                                                                                                 | Klasa B / Klasa A                                                                | 5      |       |   |   |   |    |    |     | 1929, 1931–1934 | 0      | 1      | 5    |
| IV                                                                                                  | Klasa C / Klasa B                                                                | 4      |       |   |   |   |    |    |     | 1926–1928, 1930 | 2      | 0      | 1    |
| | Puchar Polski                                                                    | 0      |       |   |   |   |    |    |     |                 |        |        |      |
| Polska                                                                                              | Bilans występów klubu w rozgrywkach piłkarskich Polski (Stan na 31 maja 2024 r.) |        |       |   |   |   |    |    |     |                 |        |        |      |

## Struktura klubu

### Stadion
Drużyna rozgrywała swoje mecze domowe w Stryju na stadionie Droru.

## Kibice i rywalizacja z innymi klubami

### Derby
- Pogoń Stryj
- Stryjanka Stryj
- RKS Stryj
- TUR Stryj
- Skała Stryj
- Hakoah Stryj